# Маттссон, Ян
Ян Маттссон (швед. Jan "Lill-Damma" Mattsson; род. 17 апреля 1951, Kallinge, Блекинге) — шведский футболист и тренер, нападающий известный по выступлениям за клубы «Эстер», «Юрдинген 05» и Сборную Швеции.

## Клубная карьера
Маттссон — воспитанник клубов «Каллинге» и «Саксемара». В 1969 году Ян начал профессиональную в клубе «Эстер». В возрасте 18 лет он дебютировал в Алсвенскан лиге и в первом сезоне игрок забил 1 год в четырех матчах. В 1973 году Маттссон забил 20 мячей и стал лучшим бомбардиром чемпионата и удерживал это звание на протяжении следующих двух сезонов. В начале 1976 года Ян перешёл в дюссельдорскую «Фортуну». 16 января 1976 году в матче против «Дуйсбурга» он дебютировал в немецкой Бундеслиге. В поединке против «Рот-Вайсс Эссен» игрок сделал «дубль», забив свои первые голы за «Фортуну». Летом 1976 года Маттссон перешёл в «Юрдинген 05». 6 ноября в матче против кёльнской «Фортуны» он дебютировал во Второй Бундеслиге. 13 ноября в поединке против «Вестфалия 04» Ян забил свой первый гол за «Юрдинген 05». В 1981 году Маттсон вернулся в Эстер и в этом же сезоне помог клубу выиграть чемпионат. В 1984 году Ян завершил карьеру футболиста.

## Международная карьера
5 августа 1973 года в товарищеском матче против сборной СССР Маттссон дебютировал за сборную Швеции.

## Тренерская карьера
В 1990 году Маттсон был приглашен на должность главного тренера клуба «Сундсвалль», который тренировал на протяжении двух сезонов. В 1993 году Ян был наставником команды «Мьельбю». В 1998 году Маттсон вернулся в родной «Эстер» в роли главного тренера.

## Достижения
Клубные
 «Эстер»
- Победитель Аллсвенскан лиги (1): 1981

Индивидуальные
- Лучший бомбардир Аллсвенскан (3): 1973 (20 мячей), 1974 (21 мяч), 1975 (31 гол)